# Dibenzothiazépine

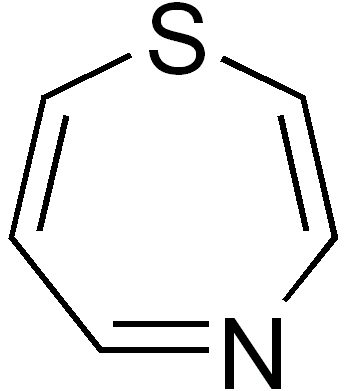
1,4-thiazépine

Les dibenzothiazépines sont des composés chimiques dérivés de la thiazépine, portant deux cycles benzéniques.

Quétiapine

On peut citer parmi les dibenzothiazépines la quétiapine et la tianeptine.